# T-0型魚雷艇
| 艦歴     | 艦歴                                     |
| -------- | ---------------------------------------- |
| 建造     | 横浜ヨット/横須賀工廠                    |
| 起工     |                                          |
| 進水     |                                          |
| 竣工     | 1940年                                   |
| 喪失     |                                          |
| 除籍     |                                          |
| 要目     |                                          |
| 排水量   | 19.6トン                                 |
| 全長     | 19.00m                                   |
| 全幅     | 4.30m                                    |
| 吃水     | 0.64m                                    |
| 機関     | 九四式水冷航空エンジン2基 2軸、1,800馬力 |
| 速力     | 35.0ノット                               |
| 航続距離 | 30ノットで270海里                        |
| 燃料     | ガソリン                                 |
| 乗員     | 7名                                      |
| 兵装     | 45cm魚雷落射機2基 7.7mm機銃1挺 爆雷5個   |

T-0型魚雷艇は日本海軍の試作魚雷艇。同型艇なし。公式名称はなく通称で試作艇T-0型と呼ばれた。
第一次世界大戦の魚雷艇の活躍から日本海軍は大正時代に魚雷艇数隻を輸入したがそれ以降の開発は停滞したままだった。ところが日中戦争において第三艦隊旗艦「出雲」が中国魚雷艇から襲撃されるに至り日本海軍も魚雷艇建造に本腰をいれた。1939年（昭和14年）度の臨時軍事費で6隻の魚雷艇建造予算が認められたが、それに先立ち試作艇1隻を建造、1隻をイタリアから輸入した。本艇はこの時建造された試作艇である。
船体は横浜ヨット工作所鶴見工場で製作、横須賀海軍工廠で兵装等の艤装を行い、1940年（昭和15年）に竣工した。木製船体は骨材がけやき、板材がひのきで作られ、V型船底の形状を採用した。船底形状は中国で捕獲した魚雷艇の比較実験により決定した。
エンジンは九四式発動機を船舶用に改造し2基搭載した。このエンジンは広海軍工廠が開発した水冷式航空エンジンである。日本海軍には適当な船舶用水冷ガソリン・エンジンが無く、使われていない古い航空用エンジンの流用となった。太平洋戦争中も十分な数の船舶用ガソリン・エンジンを製造できず、本艇同様に航空機用エンジンを流用した例が多い。更に1945年（昭和20年）にはアルミの切迫から船舶用ガソリン・エンジン（71号6型）の製造を中止するなど、エンジンの問題が最後まで魚雷艇建造のネックとなった。
兵装は45cm魚雷落射機2基を艦尾に搭載、7.7mm機銃1挺を船橋上に搭載した。本艇の実験データを元に一号型魚雷艇が開発された。